# 青年會書院
青年會書院（英語：Chinese YMCA College），全名中華基督教青年會書院，創校初期稱為青年會英文書院，由香港中華基督教青年會主辦，為一間基督教中學，位於香港新界沙田馬鞍山恆安邨。創校於1952年，原址在九龍油麻地窩打老道23號香港中華基督教青年會總部現址，1990年正式遷往新界沙田馬鞍山恆安邨新校舍。

## 學校歷史
青年會書院創校於1952年，創辦人為嶺南中學前校長阮康成。初期是一間英文私立學校。學校成立初期學校分為小學部（小五至小六）和中學部（中一至中五）。直至1962年，學校停辦小學部，只開辦中學課程。學校初期只有課室12間，另設實驗室、音樂室、圖書室及運動場等。1967年，學校曾嘗試開辦預科課程，但在1969年停辦。1975年，學校申請轉為資助中學，並於3年內由私校受助轉為全資助中學。直至1983年，學校開辦預科文科班。
由於舊校舍空間不足，此校早於1969年申請遷校，並曾獲批位於黃大仙祠後方、現為竹園南邨趣園樓的用地，但因政策改變而不果。其後，此校再於1985年參與市區（遷校）計劃，於1987年獲分配屯門良景邨校舍（現新會商會中學）。然而，由於政府要求此校以「留師不留生」方式遷校，招致家長及學生反對。經各界施壓後，政府決定改派恆安邨現址的校舍（原訂分派予基督書院），而在油麻地校舍就讀的學生亦可隨校遷入。
1989年，此校先後借用東華三院黃鳳翎中學及黃族宗親會黃鳴謙紀念學校若干課室，以供在沙田區新開辦的首屆中一上課，並於一年後遷入現址。如此同時，由於保良局胡忠中學亦按當局計劃於1990/91年度自大角咀遷入馬鞍山，因此校舍部分課室亦需借出予該校以開辦中一。因此，當屆中七學生仍要在舊校完成學業。
隨著舊校最後一批學生在1991年畢業，加上胡忠中學在同邨的靈活式校舍落成，此校正式結束「一校兩址」的過渡期。

## 歷屆行政人員[5]

### 校監
1999年前，校監一職概由香港中華基督教青年會總幹事兼任。
- 彭紹賢 博士[9]（1952年－1970年，創校校監）
- 鍾志強 先生（1970年－1974年）
- 蔡利恆 先生[10]（1974年－1984年）
- 趙文璧 先生（1984年－1992年）
- 鍾澄漢 先生（1992年－1999年）
- 雷庭蓀 先生（1999年－？年；原本校校長）[11]
- 呂元祥 博士

### 校長
- 阮康成 博士（1952年－1956年，創校校長）
- 梁小初 博士（1956年－1957年）
- 鄺定華 牧師[12]（1958年－1965年）
- 張禮達 先生（1965年－1977年；初為署任校長，後獲真除）[13]
- 雷庭蓀 先生[10]（1977年－1981年；後出任本校及同系青年會中學校監）
- 賀國強 博士（1981年－1994年；後轉職至香港教育學院）[14]
- 湯保歸 先生[15]（1994年－1996年；轉職自中華基督教會基智中學）
- 袁國輝 先生[16]（1996年－？年）
- 練志強 先生（？年－2015年）
- 劉國良 先生（2015年起，現任校長；轉職自東華三院黃鳳翎中學，曾兩度因病停職）
  - 陳大福 先生（2019年，香港中華基督教青年會教育總監兼任署任校長）
  - 吳玉蓮 女士（2019年；2022年，本校副校長兼任署任校長）
  - 錢志明 先生（2022年－2023年，本校副校長兼任署任校長）
  - 嚴燕香 女士（2023年－2024年，本校副校長兼任署任校長）

## 學校資料
辦學宗旨

基督精神辦學，培育學生在德、智、體、群、美和靈育全面發展，實踐非以役人，乃役於人的聖經教訓，建設社會。
校訓
你們必曉得真理，真理必叫你們得以自由（約翰福音8章32節）。
校規總則
青年會書院秉承基督精神辦學，培養學生在德、智、體、群、美和靈育方面並進；成為樂於學習、善於溝通、勇於承擔、敢於創新的新一代；本「非以役人，乃役於人」的精神服務社群，建設社會。我們希望青年會書院的學生：

儀容整潔，舉止端莊；遵守秩序，互相禮讓

守時盡責，愛惜公物；友愛同學，尊敬師長

主動學習，勇於求問；反思生命，探索信仰

自律自愛，追求美善；積極參與，服務社群
班級結構
全校共有24班，包括中學一至六年級各四班（A、B、C、D）。
學校設施
青年會書院內含鑽禧劇場、 專業單車訓練中心、環保飯堂、多功能禮堂、木工(DT)室（地下） ; 音樂室、美術室、英語活動室（一樓）; 會議室、家政室、多媒體學習中心、社工室（二樓）; 研討室、圖書館（三樓）; 生物實驗室、物理實驗室（四樓）; 化學實驗室、演講室、多功能活動室（五樓）; 健體室（六樓）等；全校課室、特別室及禮堂皆有空調、投影機、電腦等設備。另外，新建的六層教學大樓及比鄰的大型康樂設施已於2004年啟用。
課程政策
中學一至五年級全年共設三次考試，中學四、五年級於學年末各設一次模擬考試，中學六年級全年僅設兩次模擬考試。
課外活動
學校有近50項課外活動供學生選擇，分為五個類別：學術類、服務類、興趣類、藝術類及校隊。中一至中五學生必須最少參加一項課外活動，讓同學有一個均衡的發展。其中學校代表隊需要經過選拔才能加入，並不是公開予所有同學參加。2013至2014起，校方更與外間機構合作引入近20個興趣班供同學選擇，發掘其興趣，作多元發展，收費為$200左右。近年，學校推行全方位學習項目，包括體育、視藝、音樂類型的課後活動，特色活動有射箭、手球、敬拜隊等。
社組織
青年會書院共有四個社級，分別為：

●信社（Faith House）

●望社（Hope House）

●愛社（Love House）

●誠社（Sincerity House）

學生入學時以學號來編制社級。
校歌College Song
作詞：Mrs. Grace Brunger

作曲：Mr. Jimmy Hui
開放日
通常於每年12月1日至25日間舉行，現定於每年12月首個週六，詳情留意校網或校舍外張貼的海報。

## 電子化教學
遠程教室
學校於2007年獲優質教育基金撥款興建遠程教室，與本地及國內師生進行交流。
網絡硬件更新
學校於2011年更換網絡主幹至10G光纖, 配合CAT 6網絡接線及全校Wi-Fi，師生可以隨時隨地進行網上學習。
網上虛擬實驗
學校於2012年獲教育局撥款70萬發展網上虛擬實驗，師生於課堂上利用平板電腦進行網上互動學習。
BYOD 政策
全校老師和學生都會透過學校或自購形式購置 iPad 上課和學習。

## 校內組織
校友會
青年會書院校友會成立於1981年11月11日，為早期香港少有的校友會組織之一。
學生會
- 2006至2007年度，學生會候選內閣Compass勝出，成為該年度的學生會。
- 2007至2008年度，學生會唯一候選內閣城堡Castle成功勝出，成為該年度的學生會。
- 2008至2009年度，學生會候選內閣唯一Unique勝出，成為該年度的學生會。
- 2009至2010年度，學生會候選內閣Impossible勝出，成為該年度的學生會。[20]
- 2010至2011年度，學生會候選內閣Miracle勝出，成為該年度的學生會，同時開拓了聯校活動的先河，成為創校以來最成功的學生會。[21]
- 2011至2012年度，學生會候選內閣Invincible勝出，成為該年度的學生會。[22]
- 2012至2013年度，學生會候選內閣Matchman （页面存档备份，存于）以大比數得票勝出，成為該年度的學生會，成為創校以來最受學生歡迎的學生會。

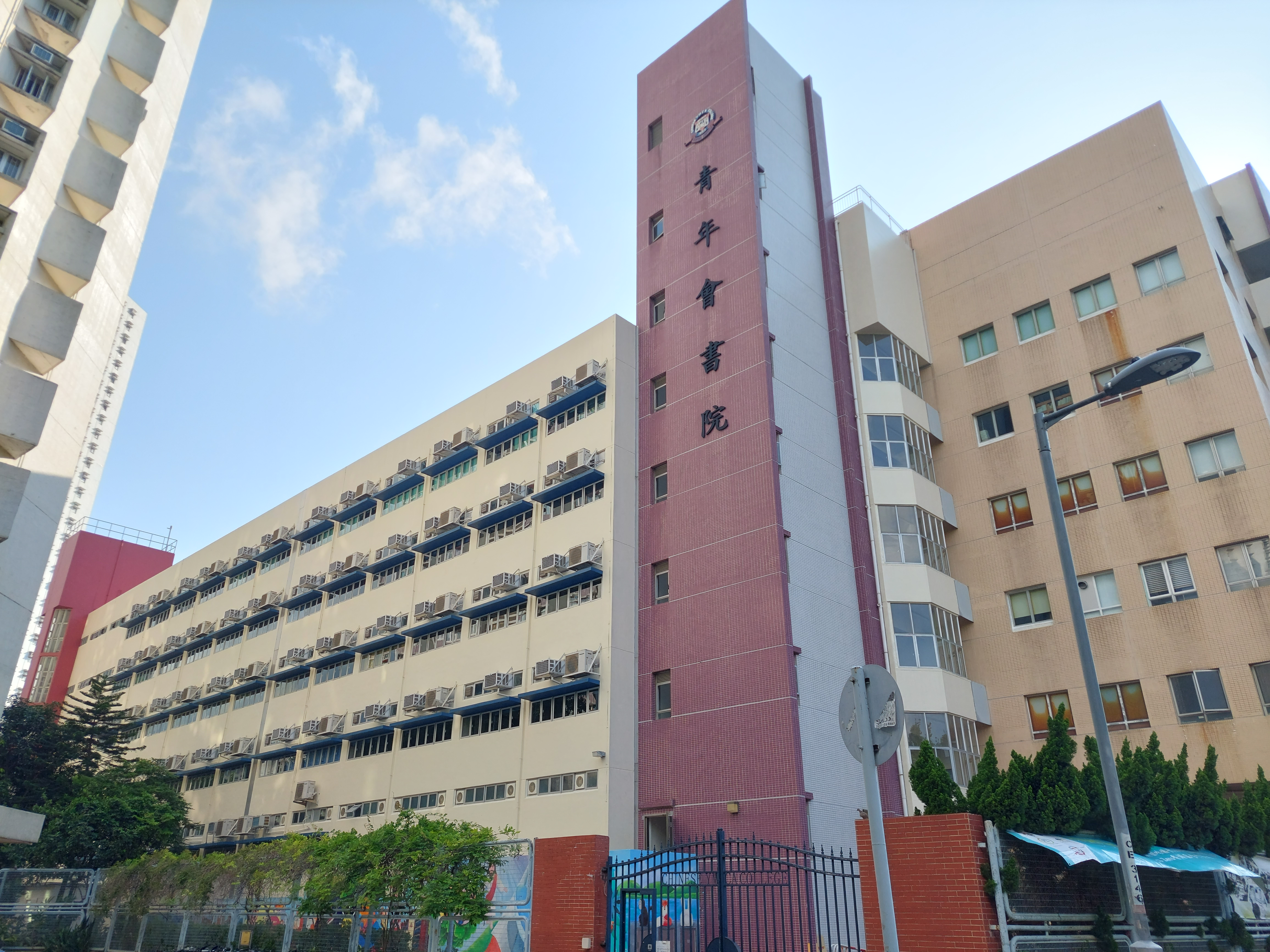
青年會書院現時校舍東面

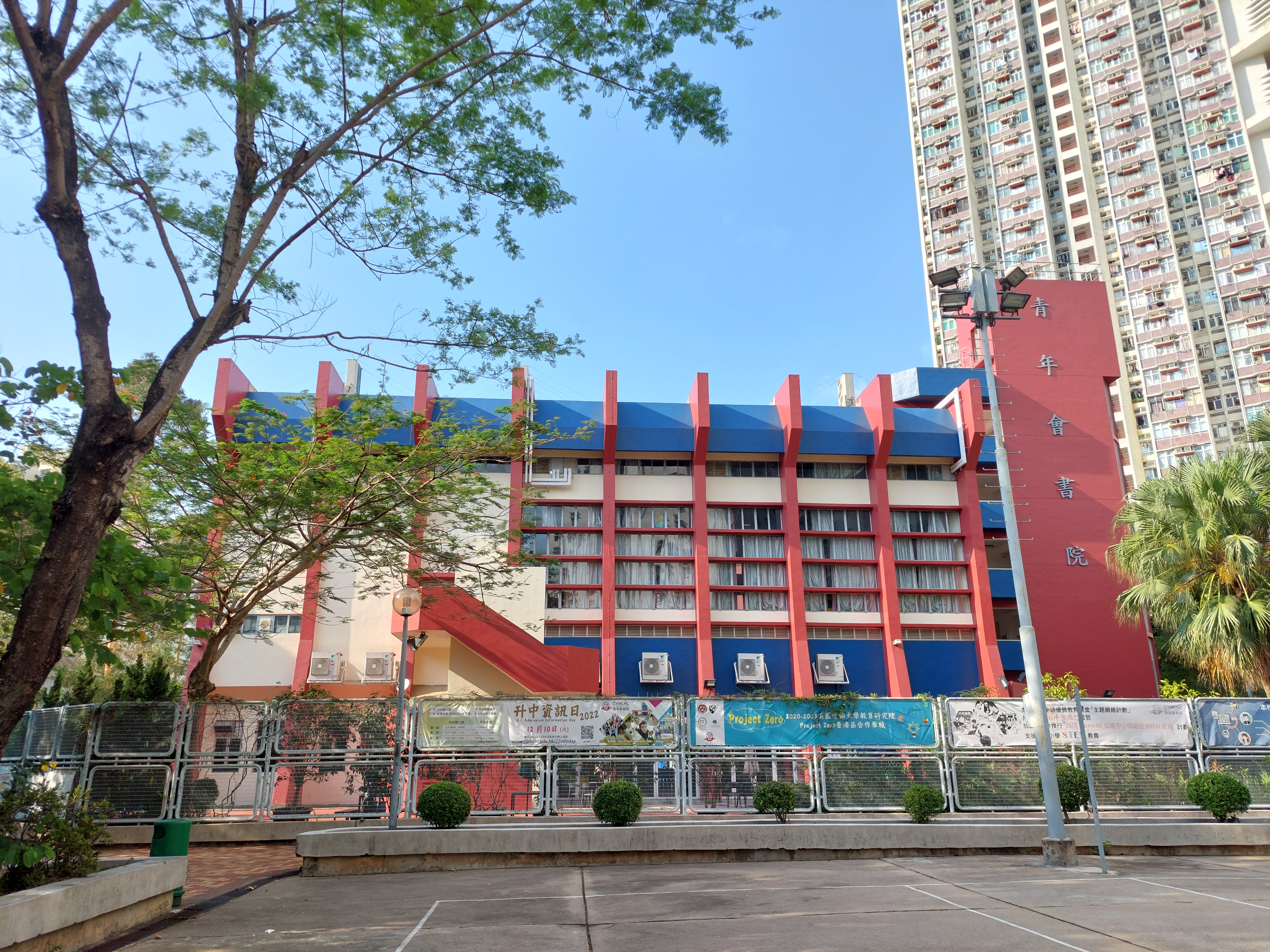
青年會書院現時校舍南面（2023年5月）

- 2013至2014年度，學生會的功能以級聯會代替，試行一年。成立級聯會目的是讓學生透過商討及協助推行級聯會事宜，由初中開始培養其領導能力。在以高、低年級級聯會代替學生會後，有部分同學要求恢復學生會，並成立了一個facebook專頁-We Are The Student-Chinese YMCA College Student Union Recovery[23]爭取恢復學生會和社。校方尊重及聆聽學生的意見，承諾未來兩年內將會檢討以級聯會代替學生會的做法。[22]
- 2014至2015年間，由上年度高、低年級級聯會的成員聯合組成學生聯會，作為正式恢復學生會前的過渡組織，其功能與學生會相同。
- 2015至2016年度，學生會候選內閣Dawn只靠人氣勝出，其政綱提及推行E-Sport和文化祭，但最終只成功舉辦E-Sport，學生會亦不作實事，成為最一事無成的學生會。
- 2016至2017年度，由部分上屆當選學生會Dawn內閣而組成的學生會候選內閣，唯一候選內閣Dreamer以55%信任投票險勝，並成功於2017年7月10日舉辦青年會書院第一屆文化祭。
- 2017至2018年度學生會Infinity，以70%信任大比數通過
- 2018至2019年度學生會唯一候選內閣Unique以80%信任成功當選。
- 2019至2020年度學生會唯一候選內閣Delta （页面存档备份，存于） 以60%信任成功當選。
- 2023至2024年度學生會唯一侯選內閣Meraki以77.25631769% 信任成功當選，其政綱提及更換全校飲水機

## 公開試成績
2012中學文憑試成績
- 86.6%學生考獲升讀大學要求（三三二二），高於全港水平。
- 12科合格率高於全港水平（中文，英文，通識，數學延伸部分單元二（代數與微積分），生物，化學，綜合科學（生物、化學），企業、會計與財務概論，地理，經濟，歷史，體育）
- 5科合格率達100%（數學延伸部分單元二（代數與微積分），綜合科學（生物、化學），企業、會計與財務概論，地理，歷史）
- 4科考獲四級或以上成績均高於全港水平（數學延伸部分單元二（代數與微積分），企業、會計與財務概論，地理，歷史）
- 3科考獲五級或以上成績均高於全港水平（數學延伸部分單元二（代數與微積分），地理，歷史）

## 著名／傑出校友
演藝界
- 劉天賜（1968年中五[25]）：著名傳媒人[註 1][26][27]
- 賴慰玲：香港女藝人
- 何啟南（初中）：無綫電視演員
- 鍾健威：香港歌手兼節目主持，sp'ACE樂隊主音
- 麥紫莉：香港女性模特兒
- 余潔：香港女演員
- 黎俊華：Dear Jane樂隊的鼓手
- 陳康琪：香港女藝人、女子歌手組合BINGO成員
- 吳啟洋：香港男藝人、男子跳唱組合P1X3L成員
- 梁証嘉：無綫電視藝員 [28]

教育界
- 蘇鑰機：香港中文大學新聞與傳播學院院長
- 沈雪明：香港大學持續進修學院副院長
- 高永雄：香港中文大學生物醫學院助理院長及副教授
- 甘華開：嘉勳教育首席會計科補習名師
- 蕭一龍：著名管理學家、教育家
- 劉智輝：前聖公會曾肇添中學校長、前新亞中學校監（1957年中五）[29]

政治及公共事業業界
- 賴文輝：前荃灣區議員，香港足球史學會創會秘書，著有《香港十大名將》及《簡明香港足球史》
- 李永成：前沙田區議員，前香港民主黨副主席
- 楊耀忠：前立法會議員、第九至十二屆港區全國人大代表、前天水圍香島中學校長、現任將軍澳香島中學及天水圍香島中學校監[30]

體育及文化界
- 彭志銘：次文化堂社長，香港文化評論員
- 曾德軒：香港男子保齡球運動員[31]
- 楊英瀚（2006年中五）：香港單車運動員[32]

商界及醫學界
- 簡慰恩：加拿大亞洲食品主要供應商六福食品企業總經理[33]
- 陳慧琴：永明金融區域經理
- 黃重光，JP：香港精神科專科醫生及教育心理學家、前香港中文大學精神科學系教授兼系主任（1964年至1968年中一至中三（包括1965年至1966年重讀中一））

## 外部連結
- 青年會書院 主頁 （页面存档备份，存于）
- 青年會書院 e-class內聯網
- OpenSchool青年會書院介紹 （页面存档备份，存于）
- 青年會書院2016-17年度學校概覽 （页面存档备份，存于）
- 青年會書院‧發展STEM教育‧培養企業家精神 （页面存档备份，存于）
- 青年會書院‧融入生活‧資源共享‧相輔相成推動STEM教育 （页面存档备份，存于）
- 2017年十八區STEM學校巡禮 （页面存档备份，存于）